# Мучник, Юлия Моисеевна
 Ю́лия Моисе́евна Му́чник (род. 29 августа 1965, Томск, СССР) — российский историк, журналистка, телеведущая, педагог. Четырёхкратный победитель национального телевизионного конкурса «ТЭФИ». Член Академии Российского телевидения с 2001 года. Кандидат исторических наук.

## Биография
Юлия Мучник родилась в Томске. Отец — Моисей Миронович Мучник (заслуженный работник культуры РСФСР, возглавлял различные учреждения спорта и культуры города Томска), мать — Ирина Юльевна Стукс (врач, профессор Сибирского государственного медицинского университета), брат — Виктор Моисеевич Мучник (журналист, один из руководителей телекомпании «ТВ2», член Академии Российского телевидения; доцент Томского государственного университета), сестра — Марина Моисеевна Мучник (филолог; психоаналитик, заведующий кафедрой Института практической психологии и психоанализа в Москве).
В 1987 году окончила исторический факультет Томского ордена Октябрьской Революции и ордена Трудового Красного Знамени государственного университета имени В. В. Куйбышева (ТГУ) с отличием.
В 1989 году под научным руководством Бориса Могильницкого защитила в ТГУ диссертацию на соискание учёной степени кандидата исторических наук на тему «Раннелиберальная южнонемецкая историография: идейно-теоретические принципы и всемирно-историческая концепция».
В 2006—2007 годах прошла стажировку в «Школе журналистики и медиакоммуникаций» (англ. School of Journalism and Mass Communication) Кентского государственного университета (англ. Kent State University) (штат Огайо, США), имеет сертификат бизнес-тренера в области средств массовой информации.

## Профессиональная деятельность

### Научно-педагогическая работа
С 1989 по 2003 год — доцент кафедры всеобщей истории Томского государственного педагогического университета (ТГПУ).
С 1998 года — консультант-преподаватель автономной некоммерческой организации «Интерньюс».
С 2006 года — доцент Томского политехнического университета (ТПУ), отвечает за реализацию магистерской подготовки по профилю «Менеджмент в медиа-бизнесе».
Исходя из своей практики, негативно оценивает результаты введения единого государственного экзамена.

### Работа в СМИ
С мая 1991 года — журналист первой негосударственной телекомпании города Томска «ТВ2». Работу в телекомпании начала с должности ведущей программы «Наш дайджест».
С 1994 по 1996 год — одна из авторов программы «Лексикон».
С 1997 по декабрь 2014 года — автор и ведущая еженедельной информационно-аналитической программы «Час Пик. Суббота».
Автор одного из последних интервью (записано 5 июля 2003 года) с Михаилом Ходорковским до его ареста по «делу ЮКОСа».
В 2000 году стала автором документального фильма «Книжники», посвящённого истории преследований диссидентов в Томске в 1982 году.
С июня 2016 года — координатор и редактор региональной сети корреспондентов Русской службы Радио Свобода. С октября 2017 года — главный редактор сайта Сибирь. Реалии, созданного Русской службой Радио Свобода.

## Общественная деятельность
С июня 2001 года — член Академии Российского телевидения. 23 сентября 2004 года вошла в число региональных журналистов, подписавших Декларацию членов Академии Российского телевидения в защиту свободы слова.
Участник и член жюри профессионального конкурса международного мультимедийного фестиваля «Живое слово».

## Награды и премии
- Почётная грамота Государственной думы Томской области (III созыв) (25 мая 2006) — за большой вклад в развитие регионального телевидения, высокий профессионализм, многолетний и добросовестный труд[38][39].
- «ТЭФИ-2003» в номинации «Интервьюер» — программа «Час Пик. Суббота»[40].
- «ТЭФИ—2003» в номинации «Информационно-аналитическая программа» — программа «Час Пик. Суббота»[40].
- «ТЭФИ-2008» в номинации «Интервьюер» категории «Лица» — «Интервью с шахматистом А. Карповым»[41].
- «ТЭФИ-2010» в номинации «Интервьюер» категории «Лица» — «Интервью с генералом»[42].
- «ТЭФИ-Регион-2002» в номинации «Интервьюер» — программа «Час Пик. Суббота»[43].
- «ТЭФИ-Регион-2004» в номинации «Еженедельная публицистическая программа» — программа «Час Пик. Суббота»[43].
- «ТЭФИ-Регион-2005» в номинации «Интервьюер» — программа «Час Пик. Суббота»[44].
- «ТЭФИ-Регион-2007» в номинации «Еженедельная информационно-аналитическая программа» — программа «Час Пик. Суббота»[45].
- «ТЭФИ-Регион-2008» в номинации «Еженедельная информационно-аналитическая программа» — программа «Час Пик. Суббота»[46].
- Специальный приз Всероссийского конкурса региональных информационных программ «Новости — время местное» (1999 год) в номинации «Главное событие конкурса» — программа «Час Пик. Суббота»[47].
- Приз фестиваля региональных телекомпаний «Вся Россия».
- Приз открытого Форума телевидения России «Лазурная звезда».